# Foreste di conifere subalpine dell'Himalaya orientale
Le foreste di conifere subalpine dell'Himalaya orientale sono un'ecoregione di foreste di conifere temperate che si trovano nella media e alta quota dell'Himalaya orientale, nel Nepal occidentale, nel Bhutan e negli stati dell'India settentrionale, tra cui l'Arunachal Pradesh.

## Ambienti
L'ecoregione forma una fascia di foresta di conifere che copre 27 500 km2 da 3 000 a 4 000 m di altitudine e che si estende dal fiume Gaṇḍakī in Nepal ad est attraverso il Bhutan e nell'Arunachal Pradesh. Fa parte di una zona di transizione dall'ecozona indomalese, a sud, all'ecozona paleartica, a nord, ed è l'ultimo habitat al di sotto del limite dell'Himalaya. L'Himalaya è fiancheggiata da fasce di habitat che vanno dalle colline pedemontane erbose alle alte vette e ospita un certo numero di uccelli e animali che migrano stagionalmente attraverso queste zone, comprese queste foreste di conifere, ognuna delle quali fornisce un habitat cruciale in diversi periodi dell'anno. Inoltre, i torrenti e i fiumi dei ripidi versanti delle montagne potrebbero inondare se non trattenuti dai boschi.
L'Himalaya orientale è bagnato dal monsone del golfo del Bengala, quindi è più umida che a ovest e gli alberi crescono ad un limite superiore di altitudine (4500 m rispetto ai 3000 m dell'Himalaya occidentale).

## Flora

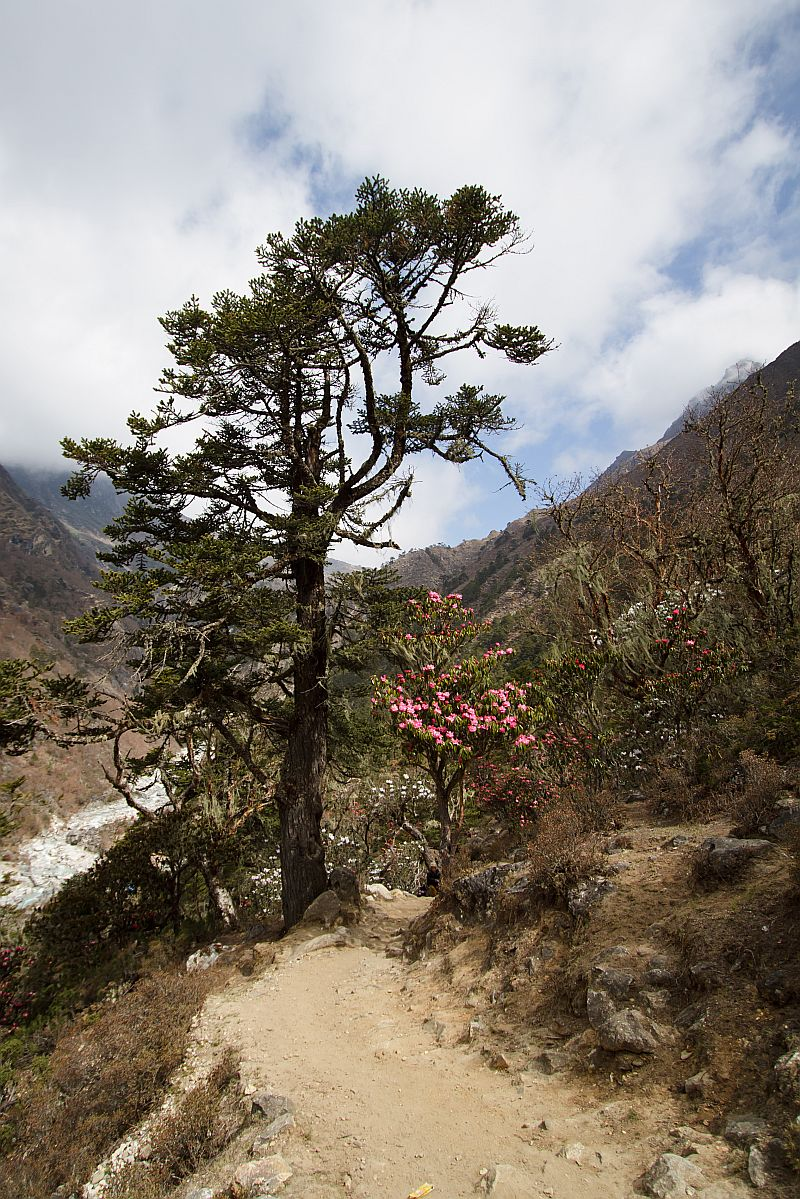
Abete dell'Himalaya orientale

Queste foreste si trovano tipicamente su pendii ripidi, rocciosi e rivolti a nord. Gli alberi più comuni sono Abies spectabilis, Larix griffithii, Juniperus recurva, Juniperus indica, Betula utilis, Acer e Sorbus. Il sottobosco è caratterizzato da una ricca varietà di rododendri colorati, tra cui Rhododendron hodgsonii, Rhododendron barbatum, Rhododendron campylocarpum, Rhododendron campanulatum, Rhododendron fulgens, e Rhododendron thomsonii. Altri arbusti includono Viburnum grandiflorum e Lonicera angustifolia.
La tsuga dumosa cresce nelle zone più umide e alle quote più basse. Il pinus wallichiana cresce nelle aree più asciutte del Tibet ed è particolarmente comune nella regione del Khumbu. Il taxus baccata è importante ma non comune.
I boschi di ginepro crescono in pianura, nelle valli fluviali interne, mescolati con varie specie di Salix e Prunus. Quelli nella valle di Tsarijathang nel parco nazionale di Jigme Dorji del Bhutan sono un importante habitat estivo per il takin.

## Fauna

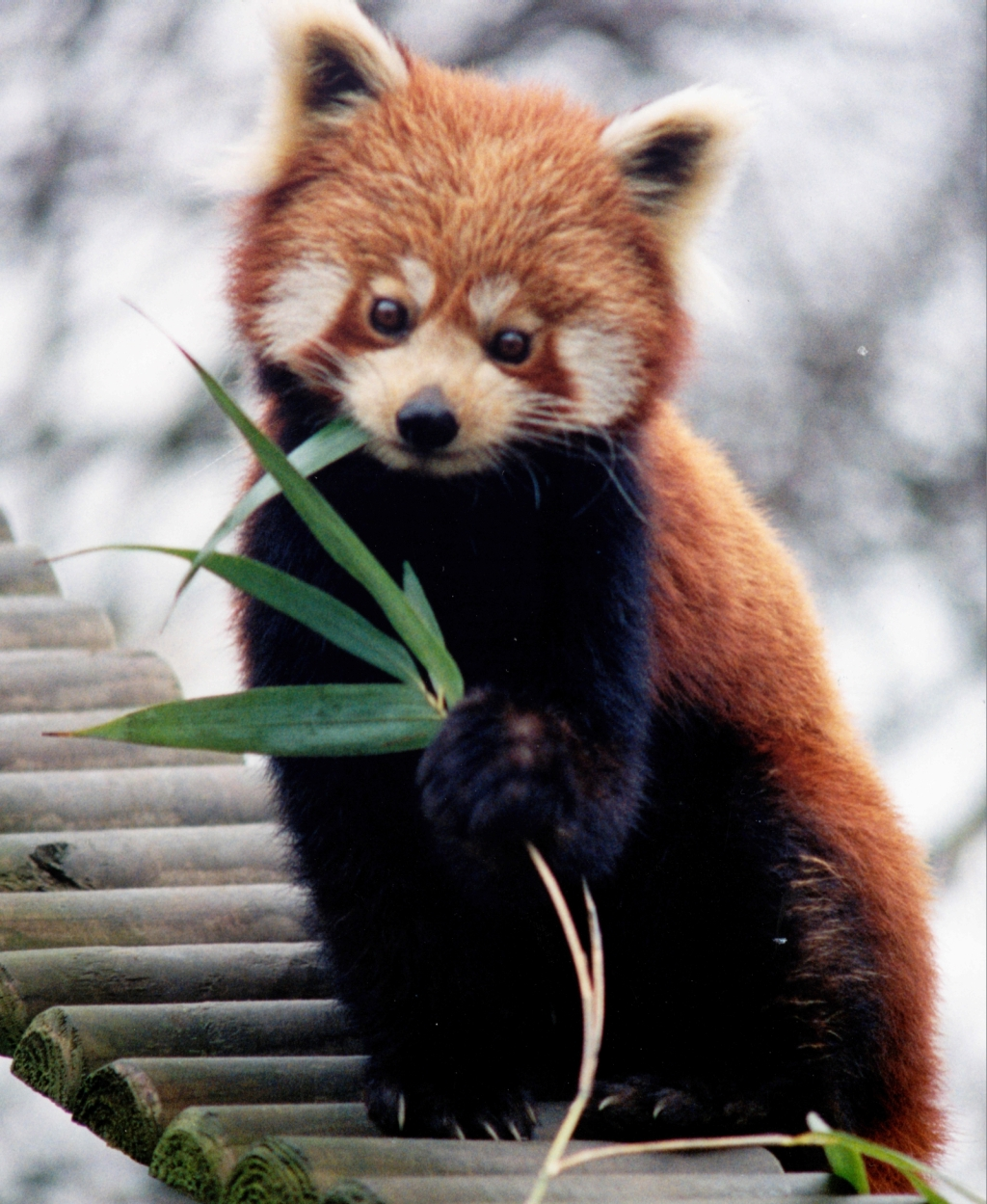
Panda rosso

Questa ecoregione ospita circa ottantanove specie di mammiferi provenienti sia dalla ecozona indomalese che dalla ecozona paleartica, tra cui zibetti, martore, tahr dell'Himalaya e muntjac. Il mosco dell'Himalaya, cacciato per le sue ghiandole muschiate, e il panda rosso in via di estinzione sono importanti abitanti per i quali le foreste di conifere sono l'habitat tipico, il panda rosso vive tra i 3 000 e i 4 000 metri dove c'è un sottobosco di bambù sotto gli abeti. Altre specie in pericolo di estinzione sono il takin, il capricorno dell'Himalaya e lo scoiattolo volante multicolore, mentre il pipistrello di Mandelli, il cane selvatico asiatico, l'orso tibetano e il tahr dell'Himalaya sono considerati vulnerabili. Ci sono due scoiattoli quasi endemici, il petaurista di Hodgson e il petaurista del Bhutan insieme ad un puro roditore endemico, il topo dei boschi dell'Himalaya.

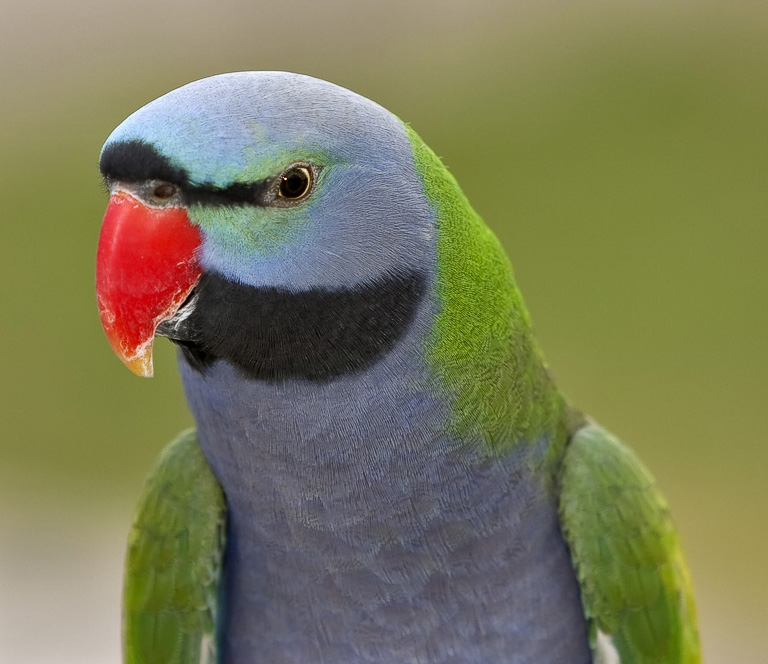
Parrocchetto di Derby

In questa ecoregione sono state registrate circa 200 specie di uccelli, sei delle quali sono endemiche; pernice dal petto castano, barwing dalla gola canuta, fulvetta di Ludlow, scricciolo del Nepal, pernice monale della Szechenyi e parrocchetto di Derby. Gli ultimi due sono limitati ad un'area di foresta di conifere nell'Arunachal Pradesh. Tra gli uccelli minacciati o in pericolo di estinzione dell'ecoregione ci sono il fagiano orecchiuto del Tibet e il lofoforo di Sclater, mentre altri uccelli sono sensibili ai cambiamenti di habitat e quindi potenzialmente vulnerabili, tra cui il fagiano insanguinato, il tragopano di Blyth, il tragopano satiro, il trogone di Ward e la pernice dal petto castano. Infatti questa ecoregione fa parte di due aree degli uccelli endemici della BirdLife International per il numero di uccelli per i quali le conifere sono importanti per la riproduzione.

## Minacce e conservazione
La popolazione umana di queste altitudini è molto bassa e la maggior parte della foresta naturale di conifere rimane con una parte considerevole nelle aree protette. I danni sono causati dal taglio degli alberi per fornire legna da ardere alla popolazione locale e per i trekking o per il pascolo. Grandi aree protette che contengono aree di foresta di conifere includono l'area di conservazione dell'Annapurna, il parco nazionale del Langtang e il parco nazionale del Makalu-Barun in Nepal, il parco nazionale di Singalila in India, la riserva naturale di Sakteng, il parco nazionale di Jigme Singye Wangchuck e il parco nazionale di Jigme Dorji in Bhutan.